# Pogoniulus
Pogoniulus, comúnmente conocidos como barbudos o barbudos gitanos,  es un género de aves piciformes pertenecientes a la familia de los barbudos africanos (Lybiidae). Mayormente se distribuyen en la África tropical.

## Especies
Este género contiene las siguientes diez especies por orden taxonómica:
- Barbudito escolopáceo, Pogoniulus scolopaceus
- Barbudito coronado, Pogoniulus coryphaeus
- Barbudito bigotudo, Pogoniulus leucomystax
- Barbudito sencillo, Pogoniulus simplex
- Barbudito culirojo, Pogoniulus atroflavus
- Barbudito gorgigualdo, Pogoniulus subsulphureus
- Barbudito culigualdo, Pogoniulus bilineatus
- Barbudo de pecho blanco, Pogoniulus makawai
- Barbudo de frente amarilla, Pogoniulus chrysoconus
- Barbudito de frente roja, Pogoniulus pusillus